# Велимир Веља Суботић
Велимир "Веља" Суботић (Силбаш, 24. децембар 1925 — Сомбор, 21. мај 2013) био је српски глумац, песник и драматург, члан Народног позоришта у Сомбору.

## Биографија
Рођен је 24. децембра 1925. године у Силбашу као Велимир Суботин. Живео је у Сомбору са супругом Вера Суботић, рођеном Лешков, такође родом из Силбаша која је била позоришни радник.
У Сомбор је дошао 1947. године и од тада па све до смрти је остао у том граду. 
Глумио је у бројним представама и у неколико филмова, између којих је широј публици остао упамћен кроз лик Аркадија црквењака у ТВ серији "Поп Ћира и поп Спира" из 1982. године.
Поред глуме бавио се и писањем те је иза њега остало неколико драма - "Људи" (1953), "Вила Лала" (1957), "Посади јабуке, сине" (1958), "цар злобан" (1962), "Прозивка" (1965), "Дудово, моје Дудово" (посвећено родноме селу Силбашу), и др.
Написао је чувену песму "Фијакерист" посвећену фијакеристи Јагри која је и дан данас популарна како у самом Сомбору тако и шире.
Умро је 21. маја 2013. Сахрањен је у Сомбору.

## Филмографија
| Год.     | Назив                         | Улога                          |
| -------- | ----------------------------- | ------------------------------ |
| 1960.-те |                               |                                |
| 1963.    | 20000 за трошак               |                                |
| 1970.-те |                               |                                |
| 1971.    | С ванглом у свет              |                                |
| 1971.    | Хроника паланчког гробља      | Газда Тоша                     |
| 1978.    | Стићи пре свитања             |                                |
| 1978.    | Код Камиле                    | Лаза Костић                    |
| 1979.    | Тренуци слабости              |                                |
| 1980.-те |                               |                                |
| 1980.    | Врућ ветар                    | Муштерија у берберници са псом |
| 1980.    | Приповедања Радоја Домановића | Власник листа „Наш род“        |
| 1981.    | Краљевски воз                 |                                |
| 1982.    | Поп Ћира и поп Спира          | Аркадије                       |

## Награде и признања
Велимир Суботић је добио многе награде и признања на позоришним фестивалима, око 40 награда и признања.

## Занимљивости
- Велимир је рођен као Велимир Суботин али је касније променио своје презиме у Суботић